# Vanier (Ontario)
Pour les articles homonymes, voir Vanier.
Vanier est une ancienne ville et communauté urbaine d'Ottawa, située à l'est de la rivière Rideau. Elle portait le nom d’Eastview jusqu'en 1969. En 2001, Vanier a été intégrée à la nouvelle ville d'Ottawa.

## Historique
En 1908, les communautés de Janeville, Clarkstown et Clandeboye se sont unies pour devenir le village d'Eastview, qui deviendra une ville en 1913. Elle devient une cité en 1963 et prendra le nom de Vanier en 1969, sur l'initiative du maire Gérard Grandmaître. La ville de Vanier tire son nom de Georges Vanier (1888-1959), premier gouverneur général du Canada d'origine canadienne-française.

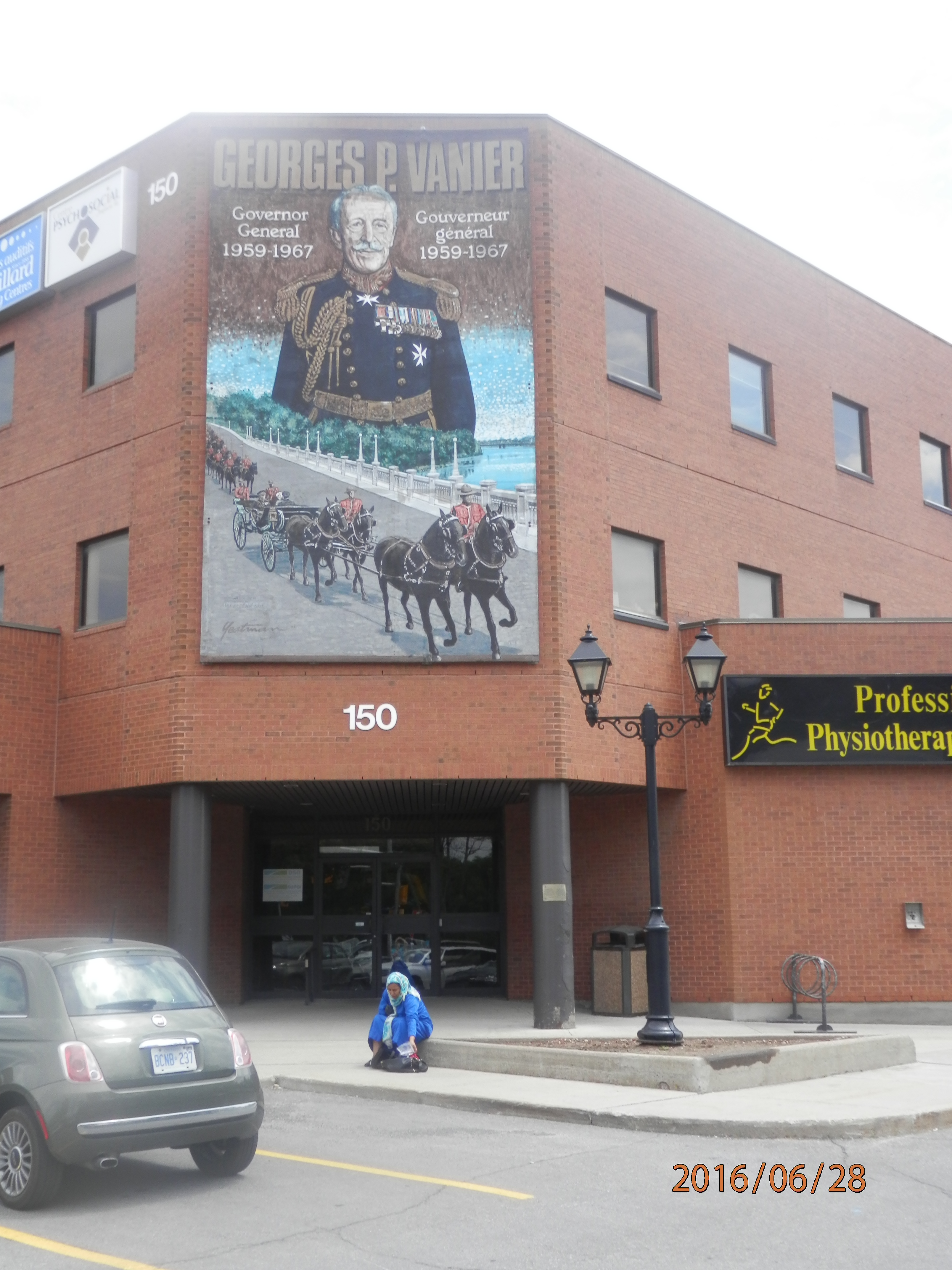
Portrait de Georges Vanier, route de Montréal 150, Vanier, Quartier français d'Ottawa

## Géographie
Vanier est bordée à l'ouest par la rivière Rideau. Cette délimitation naturelle constitue la première et seule limite physique du quartier. Les autres délimitations sont d'ordre administratif / urbanistique. Au nord, la limite du quartier est tracée par l'avenue Beechwood. À l'est, c'est le boulevard Saint-Laurent. Finalement, au sud, il s'agit de l'avenue McArthur.
Vanier est entourée par les quartiers adjacents de New Edinburgh et Lindenlea au nord, Côte-De-Sable ainsi que la Basse-ville de l'autre côté de la rivière Rideau à l'ouest, Overbrook au sud et Gloucester à l'est.
Trois types de sol coexistent au sein du quartier Vanier. Au nord ainsi qu'au nord-ouest, il est possible de retrouver un sol comportant de la tourbe et des marécages. Ces derniers ont été en parties asséchés dû à la densification urbaine du quartier. Au sud, il est possible de retrouver des sols sablonneux. Finalement, au nord-est, tout près de l'ancien site des Pères Blancs Missionnaires d'Afrique, il est possible de retrouver un sol rocailleux.
La topographie des terrains est relativement plate. L'élévation par rapport au niveau de la mer ne dépasse jamais les 58,5 mètres.

## Composition linguistique
La population de Vanier est notable pour sa proportion élevée de francophones qui font partie de la communauté franco-ontarienne. Selon Statistique Canada, en 2001 (la dernière année pour laquelle il existe des statistiques officielles sur Vanier avant sa fusion avec Ottawa), on comptait 8 420 personnes ayant seul le français comme première langue parlée, sur un total de 17 250 personnes. Les francophones représentaient donc, en 2001, presque 49 % de la population de Vanier. Il y avait par ailleurs 5 870 personnes (ou 34 %) ayant seul l'anglais comme première langue parlée. L'immigration pro-anglophone ne reste pas sans incidence sur le nombre d'écoles françaises qui diminuent.

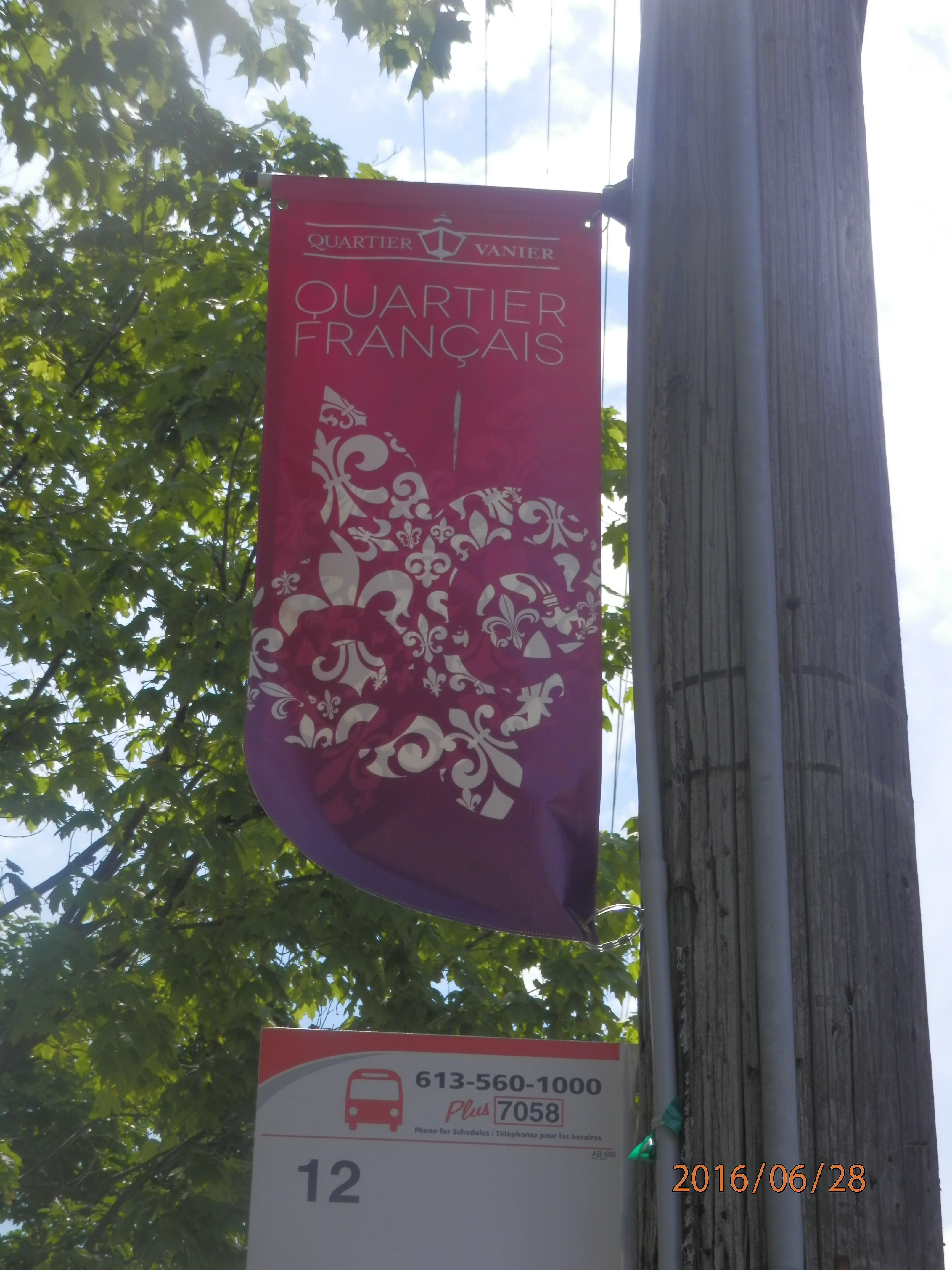
Drapeau flottant dans Vanier et mentionnant le Quartier français d'Ottawa, juin 2016.

## Attractions touristiques
Vanier est l'hôte de plusieurs attractions touristiques. Il faut entre autres souligner la présence du Muséoparc Vanier, qui retrace l'histoire des francophones s'étant installés dans la région de la capitale nationale. De plus, le parc Richelieu-Vanier offre un circuit pédestre de plus de 2,5 km au sein d'une forêt en plein cœur de la ville d'Ottawa.
Un cénotaphe existe à l'intersection de l'avenue Dagmar, de la rue Hannah et de l'avenue Marier. Ce monument rend hommage aux soldats de la communauté ayant perdu leur vie lors de la Première Guerre mondiale, de la Seconde Guerre mondiale et de la guerre de Corée.

## Institutions culturelles et sociales présentes à Vanier
1. Muséoparc Vanier
2. Centre communautaire Richelieu-Vanier
3. Bibliothèque publique de Vanier
4. Centre Pauline-Charron
5. Institut de la Famille de Vanier
6. Centre Wabano
7. Centre culturel George-Vanier
8. Église Saint-Charles Borromée (fermée)
9. Église Notre-Dame-de-Lourdes
10. Centre de services communautaires Vanier
11. Centre francophone de Vanier
12. Légion royale canadienne (secteur Vanier)

## Maires d'Eastview
- 1913 Camille Gladu
- 1916 John Herbert White
- 1918 Arthur Desrosiers
- 1920 John Herbert White/Camille Gladu
- 1922 Arthur Desrosiers
- 1923 Arthur Guilbault
- 1924 Arthur Desrosiers
- 1928 G.H. Alex Collins
- 1931 David Langelier
- 1933 Donat Grandmaître
- 1936 Jean-Baptiste Charette
- 1937 Donat Grandmaître
- 1949 Gordon Lavergne
- 1961 Oscar Perrier

## Maires de Vanier
- 1965 Gérard Grandmaître
- 1970 Roger Crete
- 1973 Gérard Grandmaître
- 1974 Bernard Grandmaître
- 1980 Wilfrid Champagne
- 1985 Gisèle Lalonde
- 1991 Guy Cousineau

## Personnes de renommée mondiale associées à Vanier
- Ryan Reynolds, acteur, homme d'affaires